# Fredericksburg (Lebanon County, Pennsylvania)
Fredericksburg is een plaats (census-designated place) in de Amerikaanse staat Pennsylvania, die deel uitmaakt van Bethel Township en bestuurlijk gezien valt onder Lebanon County. De plaats heette aanvankelijk Stumpstown, naar Frederick Stump die ter plaatse in 1755 een nederzetting stichtte. Stumpstown was de geboorteplaats van James Lick.

## Geografie
Volgens het United States Census Bureau beslaat de plaats een oppervlakte van 5,2 km², geheel bestaande uit land.

## Demografie
Bij de volkstelling in 2010 werd het aantal inwoners vastgesteld op 1357.

## Geboren
- James Lick (1796-1876), pianobouwer, vastgoedmagnaat, hovenier en filantroop
- Clayton Mark (1858-1936), staalindustrieel